# Miltochrista calamina
Miltochrista calamina är en fjärilsart som beskrevs av Butler 1878. Miltochrista calamina ingår i släktet Miltochrista och familjen björnspinnare. Inga underarter finns listade i Catalogue of Life.